# Heckscheibe

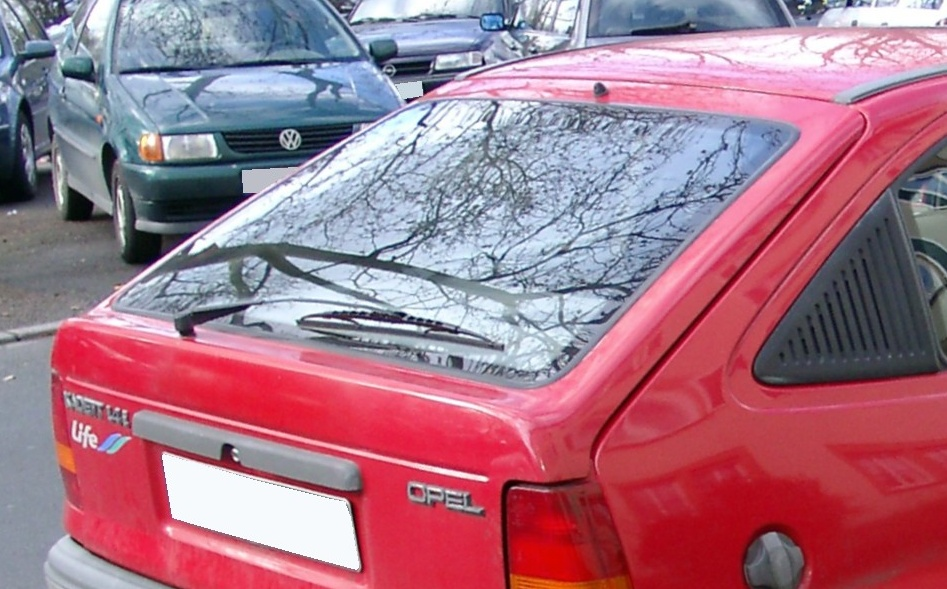
Heckscheibe an einem Opel Kadett E

Die Heckscheibe ist eine Scheibe aus Autoglas, die dem Führer eines Fahrzeuges die Sicht nach hinten ermöglicht. Früher wurde oft Einscheiben-Sicherheitsglas (ESG) verwendet.
Die Heckscheibe wird in den Scheibenrahmen mit Gummiprofilen schwimmend befestigt oder bei modernen Fahrzeugen ein- oder aufgeklebt, selten auch eingeschraubt. Sie trägt dann maßgeblich zur Torsionssteifigkeit eines Fahrzeuges bei und ist damit ein tragendes Teil der Karosserie.
Zur Reinigung der Scheibe von Niederschlag und Schmutz wird, je nach Karosserieform, zumeist ein Heckscheibenwischer angebracht. Um Beschlagen durch Feuchtigkeit zu vermeiden, kann die Scheibe elektrisch beheizt werden. In den frühen 1960er Jahren, als es noch keine elektrisch beheizten Heckscheiben gab, wurden einige Fahrzeuge mit Warmluftgebläsen speziell für die Heckscheibe ausgestattet (z. B. Opel Kapitän/Admiral/Diplomat A). Die Beheizung erfolgt entweder durch eine elektrisch leitende Beschichtung des Glases oder durch in die Verbundfolie eingelegte, sehr feine Drähte.
Die Wölbung, Größe und Tönung der Scheibe stellen außerdem ein wichtiges Designelement dar. Sie werden jedoch durch gesetzliche Vorgaben und das Herstellverfahren eingeschränkt. Beispielsweise kann eine Heckklappe als Nurglasklappe ausgeführt werden.

## Automobile mit rückwärts geneigten Heckscheiben
Bei den meisten Automobilen war und ist die Heckscheibe vorwärts geneigt, schon aus Luftwiderstandsgründen. Es gibt aber auch einige Automobile, bei denen die Designer auf rückwärts geneigte Heckscheiben setzten, wie etwa beim Ford Anglia 105E von 1959 oder beim Citroën Ami 6 von 1961. Der Renault Megane II Schrägheck von 2002 hatte eine senkrecht gestellte Heckscheibe.

## Automobile mit konkaven Heckscheiben
Nach innen gewölbte – konkave – Heckscheiben hatten der Mazda Carol P360 ab 1962, der 1973er Chevrolet Impala (5. Generation) und die Corvette C3 als Coupe, der Citroën CX als Limousine, der Citroën C6 und Citroën C5 als Limousine in zweiter Generation (2008), das Konzeptfahrzeug Peugeot 908 RC, der Prototyp des Tatra 613-1 Vignale (1969).

## Automobile mit klappbarer Heckscheibe
Bereits im Jahr 1963 hatte der Hillman Imp eine Nurglasklappe, wie auch der Volvo P1800 ES von 1971 und dessen Nachfolger oder Volvo 480 und der Volvo C30. Weitere Modelle waren der 1973 Bitter CD und der 1979 Talbot Sunbeam. Später bekamen auch die fast baugleichen Peugeot 107, Toyota Aygo und Citroën C1 eine Glasklappe ohne Rahmen sowie der ihnen ähnliche BYD F0. Ein weiterer Kleinstwagen mit diesem Merkmal war der VW up! ab 2011. Seit 2015 hebt sich der DR Zero von seiner Blaupause um diese Eigenschaft ab. 1974 bekam der Lotus Elite Typ 75/83 nur verchromte Leisten um die klappbare Heckscheibe. 2015 bekam der McLaren 570GT eine seitlich angeschlagene, klappbare Heckscheibe, die nur auf einen dünnen Rahmen geklebt ist.
Auch der Citroën AX hat eine rahmenlose Heckscheibe, die mit den Scharnieren und dem Kunststoffunterteil zu einer Heckklappe verklebt ist.

## Automobile mit versenkbarer Heckscheibe
Beim Ford 17M Turnier von 1960/61, dem Kombi des Ford P3, wurde vorübergehende die Option einer unten angeschlagenen Heckklappe, die um sie zuöffnen das Herunterkurbeln der rahmenlosen Heckscheibe erforderte. Elektrisch versenkbar in einer wahlweise nach links oder unten zu öffnen Heckklappe hatten dies die nahezu baugleichen Kombis auf der GM B-Plattform: Buick Estate Wagon (1977–1990), Buick LeSabre in fünfter Generation, Chevrolet Caprice Station Wagon in dritter Generation, Oldsmobile Custom Cruiser (1977–1990), Pontiac Bonneville in sechster Generation (1977–1981), Pontiac Catalina in fünfter Generation (1977–1981), Pontiac Parisienne in fünfter Generation (1977–1986), Pontiac Safari und Pontiac Grand Safari. Vorgängermodelle waren teils ähnlich ausgestattet. Beim zwischen 2022 und 2024 gebauten Fisker Ocean ist in höheren Ausstattungsvarianten die Heckscheibe versenkbar.

## Automobile mit horizontal geteilter Heckscheibe
Eine horizontal geteilte Heckscheibe haben der Lamborghini Espada, der Honda CRX (Typ ED9/EE8, 1987–1991) und der Honda CR-Z, der Mazda 323C (1994–2000), der Audi A2, der Pontiac Aztek und der Toyota Prius 2, 3 und 4.